# Lotyšská mužská florbalová reprezentace

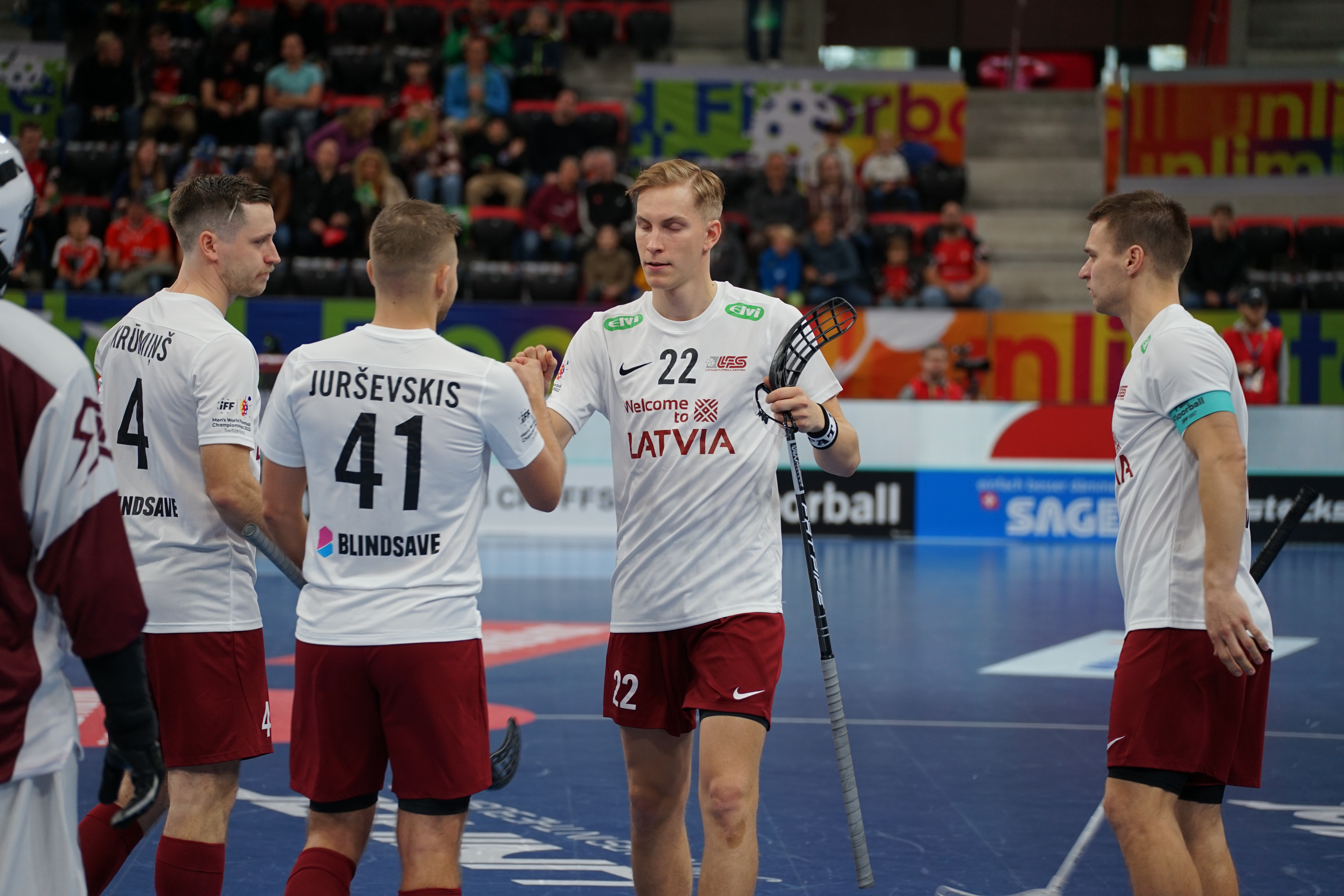
Lotyšští hráči v zápase s Českem na Mistrovství světa 2022

Lotyšská mužská florbalová reprezentace je národní družstvo mužů, které reprezentuje Lotyšsko v mezinárodních florbalových soutěžích, akcích a přátelských zápasech. Funguje pod záštitou Lotyšské florbalové unie (LFS). První mezinárodní zápas absolvovalo v roce 1995.
Tým se zúčastnil všech dosavadních mistrovství světa, ale ne předcházejících mistrovství Evropy, a v ročníku 1998 hrál jen v divizi B. Jeho nejlepším výsledkem je čtvrté místo na posledním mistrovství světa v roce 2024, po výhře nad Švýcarskem ve čtvrtfinále a prohře v zápase o bronz s Českem. Tím se Lotyšsko stalo prvním týmem od roku 2012 mimo Česka, Finska, Švédska a Švýcarska, který bojoval o medaile. Naopak nejhorší umístění zaznamenalo v roce 2016, kdy se na turnaji organizovaném právě v Lotyšsku nedostalo ani do čtvrtfinále a nakonec obsadilo až 10. místo. Dále se tým zúčastnil florbalového turnaje na Světových hrách 2022. Na něm, po porážce Švýcarska a remíze se Švédskem ve skupině, Lotyšsko poprvé na velkém mezinárodním turnaji bojovalo o medaile a skončilo na čtvrtém místě.

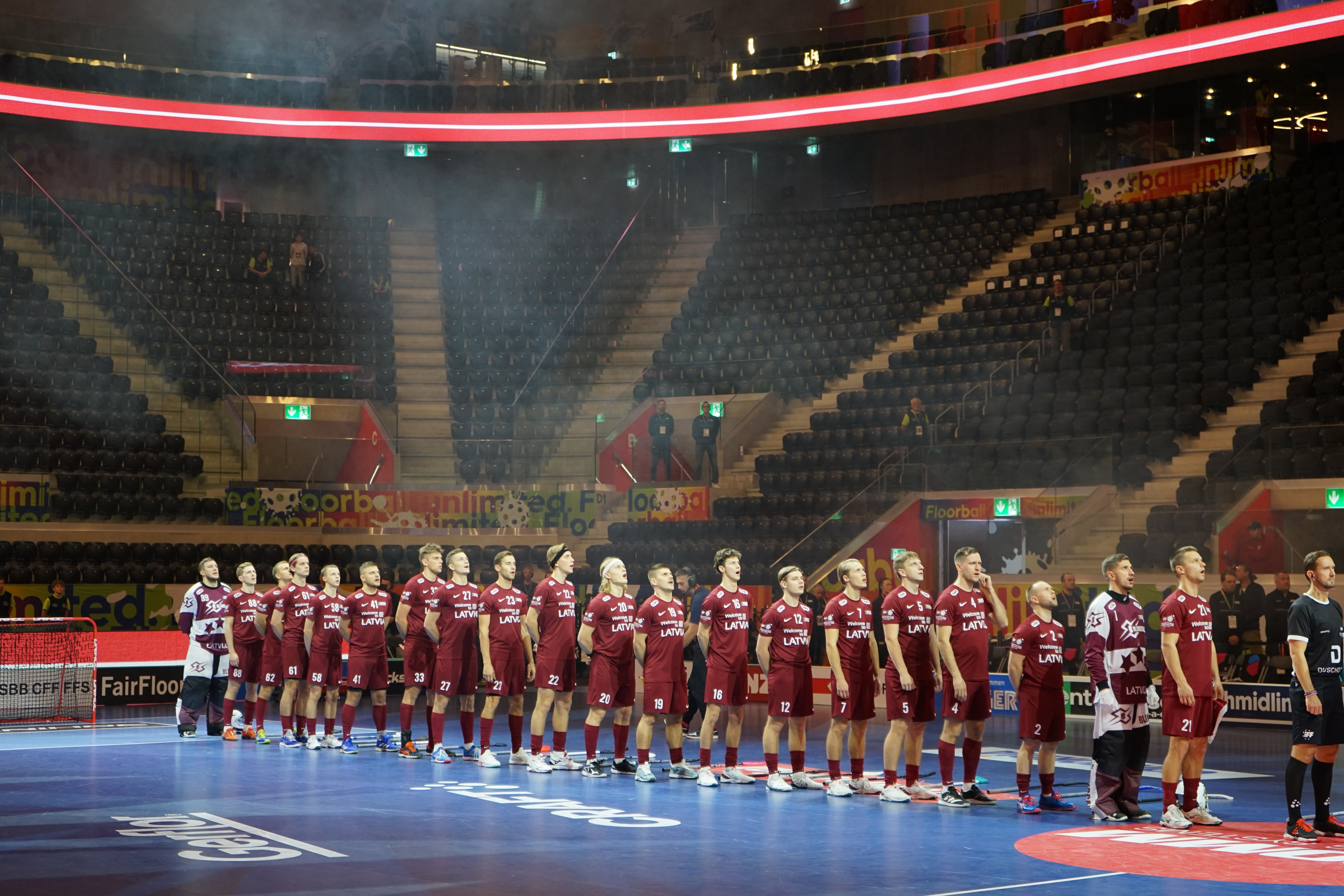
Lotyšská reprezentace před zápasem proti Německu na Mistrovství světa 2022

V žebříčku IFF je Lotyšsko čtvrté (za Českem a před Švýcarskem), po čtvrtém a pátém místě na šampionátech v letech 2024 a 2022.

## Bilance s Českem
K prosinci 2024 Lotyšsko z dosavadních 15 zápasů proti české reprezentaci vyhrálo jen dvakrát. V obou případech to bylo v základní skupině na mistrovstvích světa, a to v letech 2012 a 2018. V prvním případě výhra předznamenala nejhorší umístění českého týmu v historii světových šampionátů, o příčku za nakonec šestými Lotyši. Byl to zároveň jediný turnaj, na kterém Lotyši Česko předstihli.
Mimo zmíněných dvou výher Lotyši s Čechy na mistrovstvích celkem sedmkrát prohráli, z toho pětkrát ve skupině, jednou ve čtvrtfinále play-off (2020) a naposledy v zápase o bronz (2024, viz výše).

## Umístění

### Mistrovství světa
| Turnaj | Místo     | Div. | Umístění | Rozhodující zápas                   |
| ------ | --------- | ---- | -------- | ----------------------------------- |
| 1996   | Švédsko   | A    | 9.       | Maďarsko 7 : 4 – Sestup do Divize B |
| 1998   | Česko     | B    | 1.       | Každý s každým – Postup do Divize A |
| 2000   | Norsko    | A    | 7.       | Rusko 5 : 4                         |
| 2002   | Finsko    | A    | 7.       | Německo 6 : 5pp                     |
| 2004   | Švýcarsko | A    | 6.       | Norsko 4 : 6                        |
| 2006   | Švédsko   | A    | 5.       | Dánsko 5 : 4                        |
| 2008   | Česko     | A    | 5.       | Norsko 6 : 5                        |
| 2010   | Finsko    | A    | 5.       | Norsko 6 : 5pp                      |
| 2012   | Švýcarsko | A    | 6.       | Norsko 5 : 7                        |
| 2014   | Švédsko   | A    | 5.       | Norsko 4 : 3                        |
| 2016   | Lotyšsko  | A    | 10.      | Slovensko 5 : 6pp                   |
| 2018   | Česko     | A    | 5.       | Německo 5 : 3                       |
| 2020   | Finsko    | A    | 5.       | Norsko 4 : 2                        |
| 2022   | Švýcarsko | A    | 5.       | Německo 8 : 3                       |
| 2024   | Švédsko   | A    | 4.       | Česko 2 : 8                         |

### Světové hry
| Turnaj | Místo                  | Umístění | Rozhodující zápas |
| ------ | ---------------------- | -------- | ----------------- |
| 2022   | Spojené státy americké | 4.       | Česko 3 : 7       |

## Známí reprezentanti
- Jānis Jansons (2000, 2002, 2004, 2006, 2008, 2010, 2012)

## Galerie

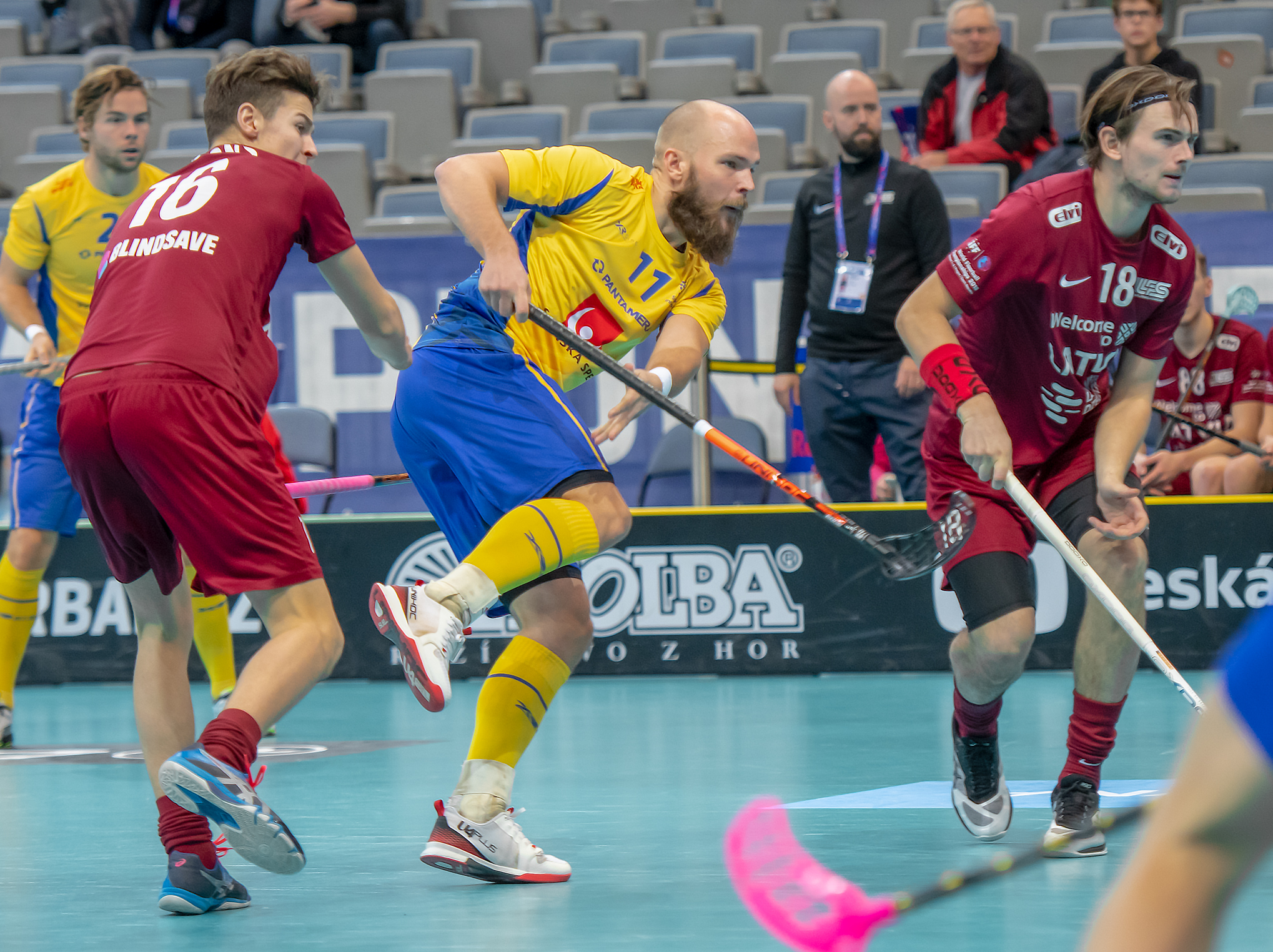
Lotyšští hráči ve čtvrtfinále se Švédskem na Mistrovství světa 2018 v Praze
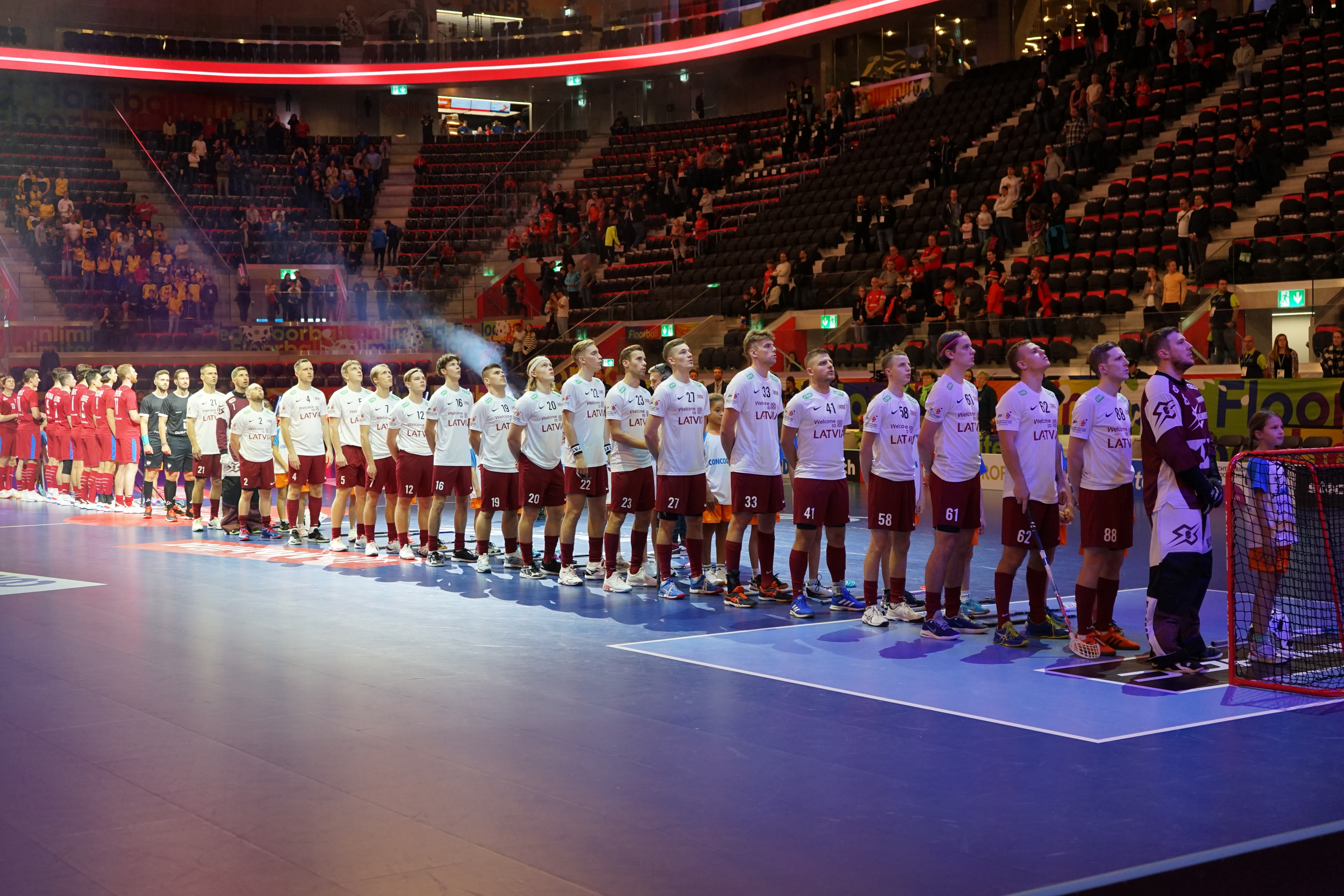
Lotyšský tým na Mistrovství světa 2022 před zápasem proti Česku
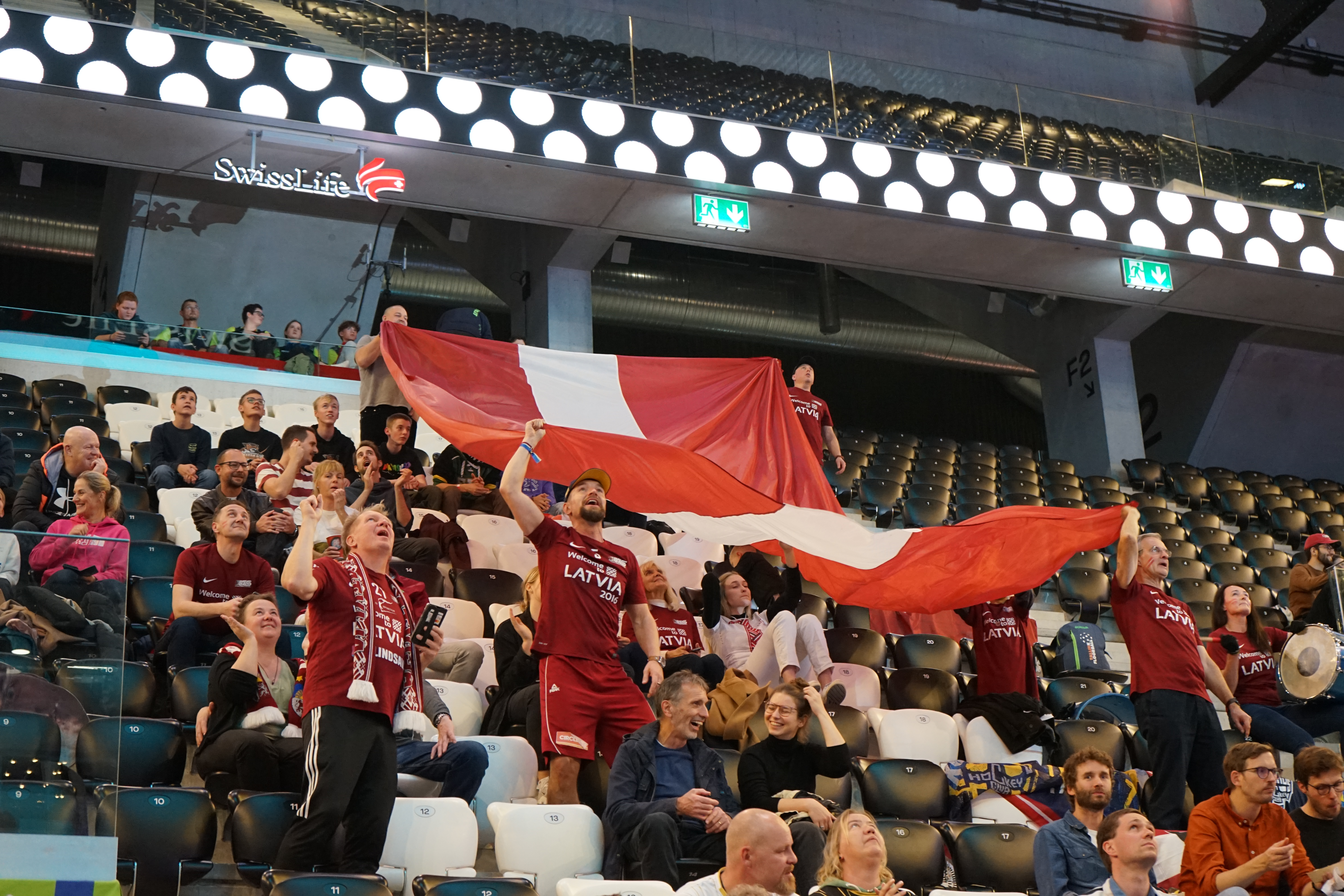
Fanoušci lotyšské reprezentace v zápase s Německem na Mistrovství světa 2022
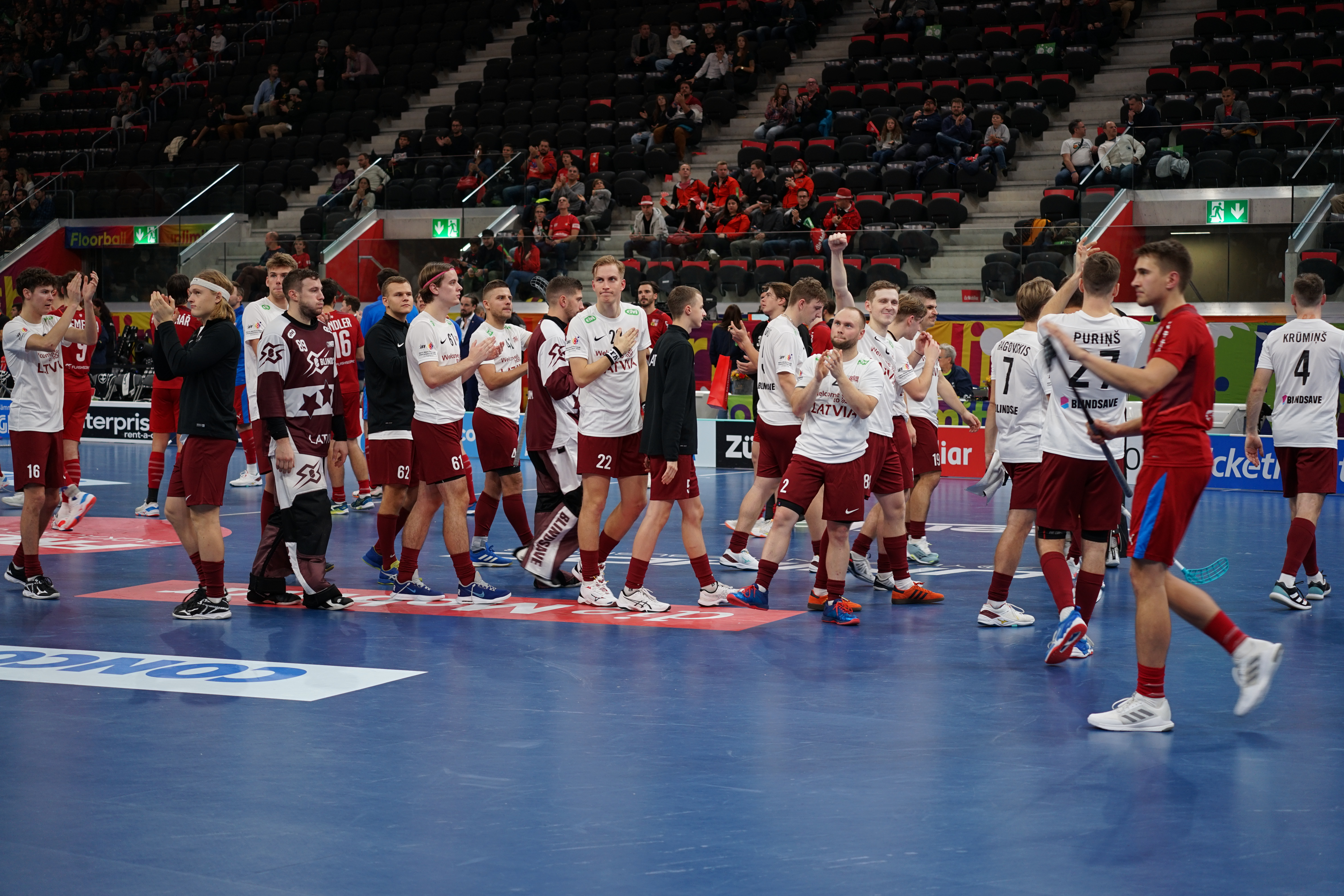
Lotyšská reprezentace po zápase s Českem na Mistrovství světa 2022
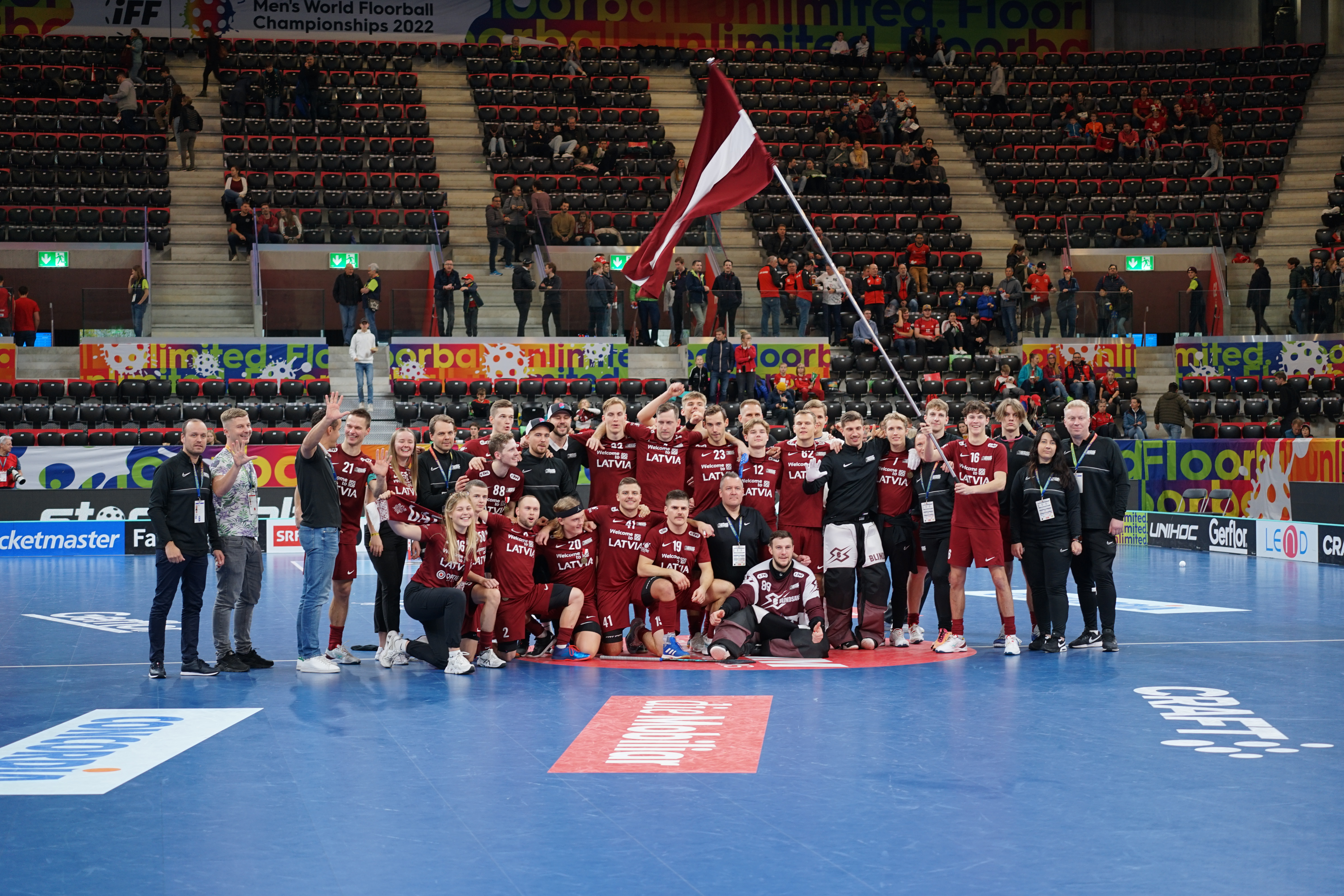
Lotyšská reprezentace po vyhraném zápase o 5. místo proti Německu na Mistrovství světa 2022
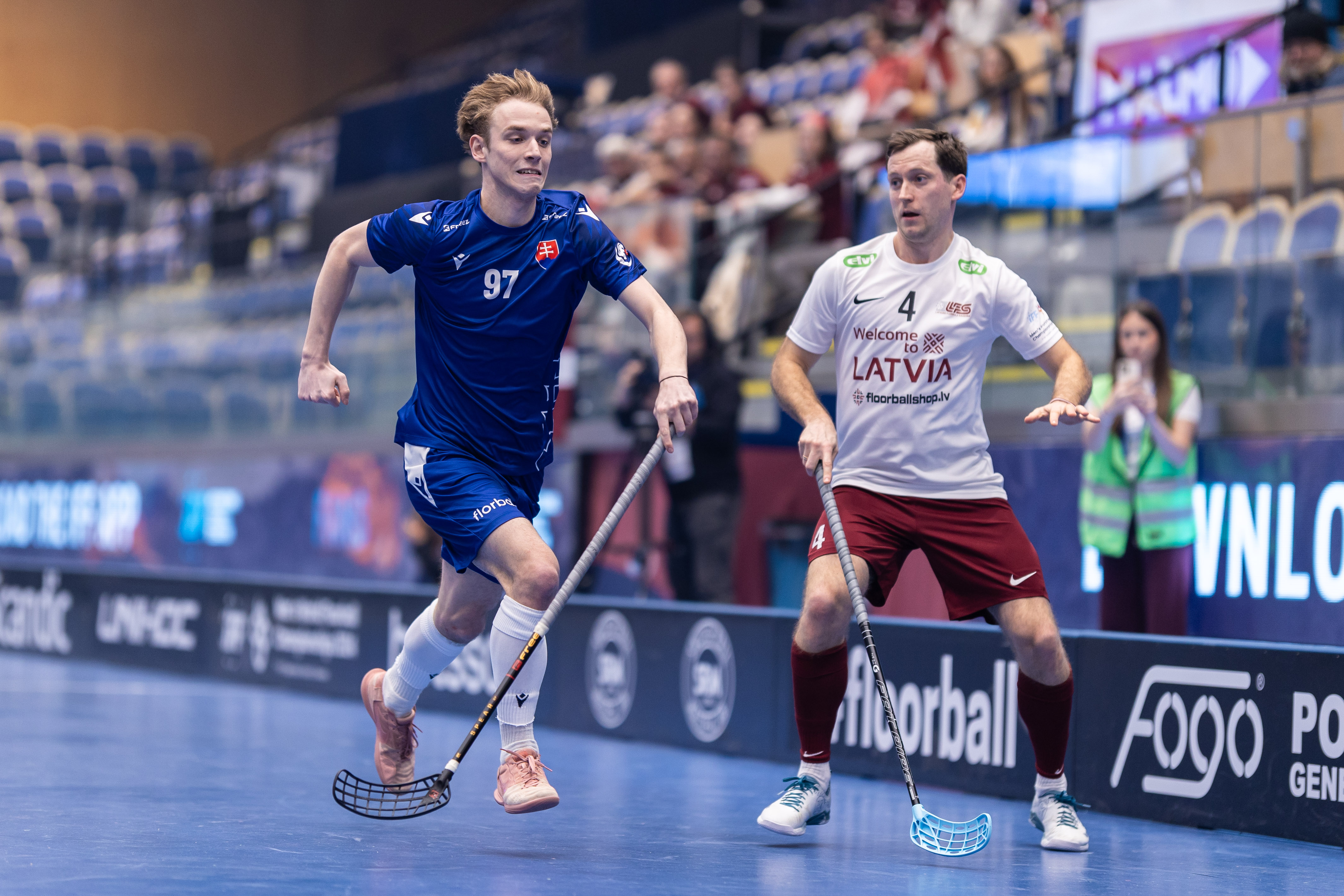
Lotyšský hráč v zápase se Slovenskem na Mistrovství světa 2024